# 리카르도 라볼페
리카르도 안토니오 라볼페 과르초니(스페인어: Ricardo Antonio La Volpe Guarchoni, 1952년 2월 6일 ~ )는 은퇴한 아르헨티나의 축구 선수이자 축구 감독이다. 포지션은 골키퍼였다. 1978년 FIFA 월드컵의 우승멤버였으며, 유연하고 공격적인 전술을 구사하는 것으로 유명하지만 터치라인 근처에서 담배를 피우는 것으로 더 유명하다.

## 선수 경력
라볼페는 CA 반필드, CA 산로렌소와 멕시코 클럽인 아틀란테 FC와 오아츠테펙에서 뛰었다. 1978년에는 후보선수로 월드컵에 출전했다.

## 감독 경력
그는 은퇴후 감독이 되었고, 여러 멕시코 클럽에 있었다. 1992-93시즌에는 아틀란테 FC를 우승시켰다. 그는 2002년부터 멕시코 축구 국가대표팀의 감독이 되었는데, 2003년 CONCACAF 골드컵에서 브라질을 꺾었고, 2005년 FIFA 컨페더레이션스컵에서도 좋은 모습을 보여주었다. 그는 멕시코를 FIFA 랭킹 4위까지 올려놓았다. 그러나 그는 2006년 FIFA 월드컵에서 부진했는데, 1994년 이후 처음으로 조별리그에서 패배를 기록했다. 언론, 우고 산체스, 콰우테모크 블랑코는 라볼페를 비난했고 여러 충돌을 빚었다. 그는 기자에게 심한 욕설을 하기도 했다.
이란과의 첫경기에서 라볼페는 담배를 피웠고 FIFA로부터 경고를 받았다. 그는 담배를 끊느니 축구를 끊는다고 했지만 다음부터 피우지 않았다. 16강에서 아르헨티나에게 패해 멕시코가 탈락한 후, 그는 멕시코 감독직에서 물러났다. 그 후 2006년 9월 15일 그는 보카 주니어스의 감독이 되었으나 역시 부진했고, 벨레스 사르스필드의 감독이 되었으나 곧 물러났다. 2008년엔 다시 멕시코로 돌아가 CF 몬테레이의 감독이 되었으나 첫 해에는 부진했다. 두 번째 시즌에는 좋은 출발을 했으나 후반기에서 부진했고, 그는 팀을 떠났다.
2009년 1월 28일 그는 다시 클럽 아틀라스로 갔으나 좋은 성적을 거두진 못했다. 2010년 코스타리카 대표팀 자리를 거쳐 2011년 CA 반필드의 감독 자리에 올랐다.

## 기타
두 명의 센터백 사이에 수비형 미들필더가 들어와 3를 형성하고 수비형 미드필더가 후방 빌드업을 수행하는 전술의 창시자로 알려져 있으며 이 전술은 그의 이름을 따서 "La Salida Lavolpiana"로 불린다.